# Citronelil nitrilo
El citronelil nitrilo o citronelonitrilo, nombre común del 3,7-dimetil-6-octenonitrilo, es un nitrilo de fórmula molecular C10H17N.
Su estructura química es semejante a la del octanonitrilo, si bien posee dos grupos metilo unidos a los carbonos 3 y 7, además de un doble enlace entre los carbonos 6 y 7. Debido a este doble enlace, el citronelil nitrilo se presenta en forma de dos isómeros geométricos.
Es un compuesto apreciado por sus propiedades aromáticas.

## Propiedades físicas y químicas
A temperatura ambiente, el citronelil nitrilo es un líquido incoloro o de color amarillo pálido con una densidad menor que la del agua (0,847 g/cm³).
Tiene su punto de ebullición a 230 °C y su punto de fusión a -9 °C.
Es soluble en etanol al 70%, pero prácticamente insoluble en agua, en proporción de 40 mg/L.
El valor del logaritmo de su coeficiente de reparto, logP = 3,09, evidencia que es mucho más soluble en disolventes apolares —como por ejemplo el 1-octanol— que en disolventes polares.
En estado gaseoso su densidad es seis veces mayor que la del aire.
Este nitrilo es incompatible con ácidos minerales oxidantes y con agentes oxidantes fuertes.

## Propiedades organolépticas
El aroma principal del citronelil nitrilo es cítrico —de ahí su nombre— , habiéndose descrito como fresco, a limón, metálico, a cera y floral.
Su aroma no es especialmente intenso, por lo que se recomienda apreciarlo en una disolución al 10% o inferior.
Por otra parte, el olor de los dos isómeros de este compuesto no es idéntico.
Mientras que el (3S)-(+)-citronelil nitrilo tiene un fuerte olor a cítrico con una nota a aldehído, el olor del isómero (3R)-(-) es más fresco y más suave.

## Síntesis
El citronelil nitrilo se puede sintetizar por deshidratación de N-(3,7-dimetiloct-6-enilideno)hidroxilamina utilizando un catalizador de transferencia de fase y disulfuro de carbono como agente deshidratante. La reacción se conduce con hidrogenosulfato de tetrabutilamonio, benceno e hidróxido sódico al 15%. El rendimiento con este procedimiento es del 82%.
Otra ruta para obtener este nitrilo es por una doble deshidrogenación aeróbica de citronelol y amoníaco acuoso en presencia de CuI como catalizador, 2,2'-bipiridina (bpy), TEMPO y O2.

## Usos
El uso principal del citronelil nitrilo es como fragancia. Cuando se diluye, sigue conservando su intenso olor, que recuerda a los cítricos. Además, es un excelente sustituto del citronelal como componente fundamental de fragancias cítricas en productos alcalinos.
Estas propiedades aromáticas hacen que prolifere su uso en cosmética, siendo su estabilidad excelente en perfumes con alcohol, jabones líquidos, pastillas de jabón, champús y acondicionadores para el cabello; por el contrario es desaconsejable su utilización en pintalabios.
En este sentido, puede ser usado en microcápsulas, solución habitual para proteger y controlar el suministro de materiales hidrófobos; la microencapsulación de fragancias mediante polimerización por radicales libres implica la formación preliminar de una emulsión en la que una fase continua, normalmente acuosa, dispersa una fase hidrófoba que contiene la fragancia. Dicha emulsión se incorpora a productos de consumo no comestibles, de lavandería, de cuidado personal o cosméticos.
También se ha propuesto la utilización de este nitrilo en composiciones que reducen los malos olores, como por ejemplo los debidos a aminas —pescado y orina—, a tioles —ajo y cebolla— o a ácidos carboxílicos —olor corporal y mascotas—.
Un uso diferente de este nitrilo es como agente alquilante funcional en derivados de antraceno, empleados como sensibilizadores en sistemas de fotopolímeros susceptibles de ser reticulados por acción de la luz.
En otro orden de cosas, no se conoce la existencia del citronelil nitrilo en la naturaleza.

## Precauciones
Esta sustancia es combustible y tiene su punto de inflamabilidad a 122 °C.